# Пам'яті жертв геноциду кримськотатарського народу (срібна монета)
«Па́м'яті жертв геноци́ду кримськотата́рського наро́ду» — пам'ятна монета номіналом 10 гривень, випущена Національним банком України. Присвячена пам'яті жертв геноциду кримськотатарського народу. 18 травня 1944 року радянський режим розпочав депортацію кримських татар з історичної Батьківщини — Криму. Їх примусове виселення, обмеження засобів до існування призвело до загибелі близько половини відселених. Національний банк України уводить в обіг монету за участю Державної служби України з питань Автономної Республіки Крим та міста Севастополя.
Монету виготовлено з використанням технології патинування.
Монету введено в обіг 12 травня 2015 року. Вона належить до серії «Інші монети».

## Опис монети та характеристики
| Номінал грн. | Метал           | Маса, г      | Діаметр, мм | Якість виготовлення       | Гурт                           | Тираж, штук |
| ------------ | --------------- | ------------ | ----------- | ------------------------- | ------------------------------ | ----------- |
| 10           | срібло (Ag 925) | 31,1 / 33,62 | 38,6        | спеціальний анциркулейтед | гладкий із заглибленим написом | 2 000       |

### Аверс
На аверсі монети розміщено: малий Державний Герб України, напис «УКРАЇНА», рік карбування монети «2016», номінал — «10»/«ГРИВЕНЬ» та композицію: на дзеркальному тлі — карта Кримського півострова, на якій зображено герб кримських татар — тамгу, унизу — колеса паротяга, що відбуває, як символ депортації кримськотатарського народу.

### Реверс
На реверсі монети зображено стилізовану композицію: депортована кримськотатарська сім'я за колючим дротом у вагоні та написи: «18/05/1944» (вертикально ліворуч), «ГЕНОЦИД»/«КРИМСЬКОТАТАРСЬКОГО»/«НАРОДУ» (угорі) та «QIRIMTATAR»/«HALQINIC»/«GENOTSIDI» (унизу).

## Автори

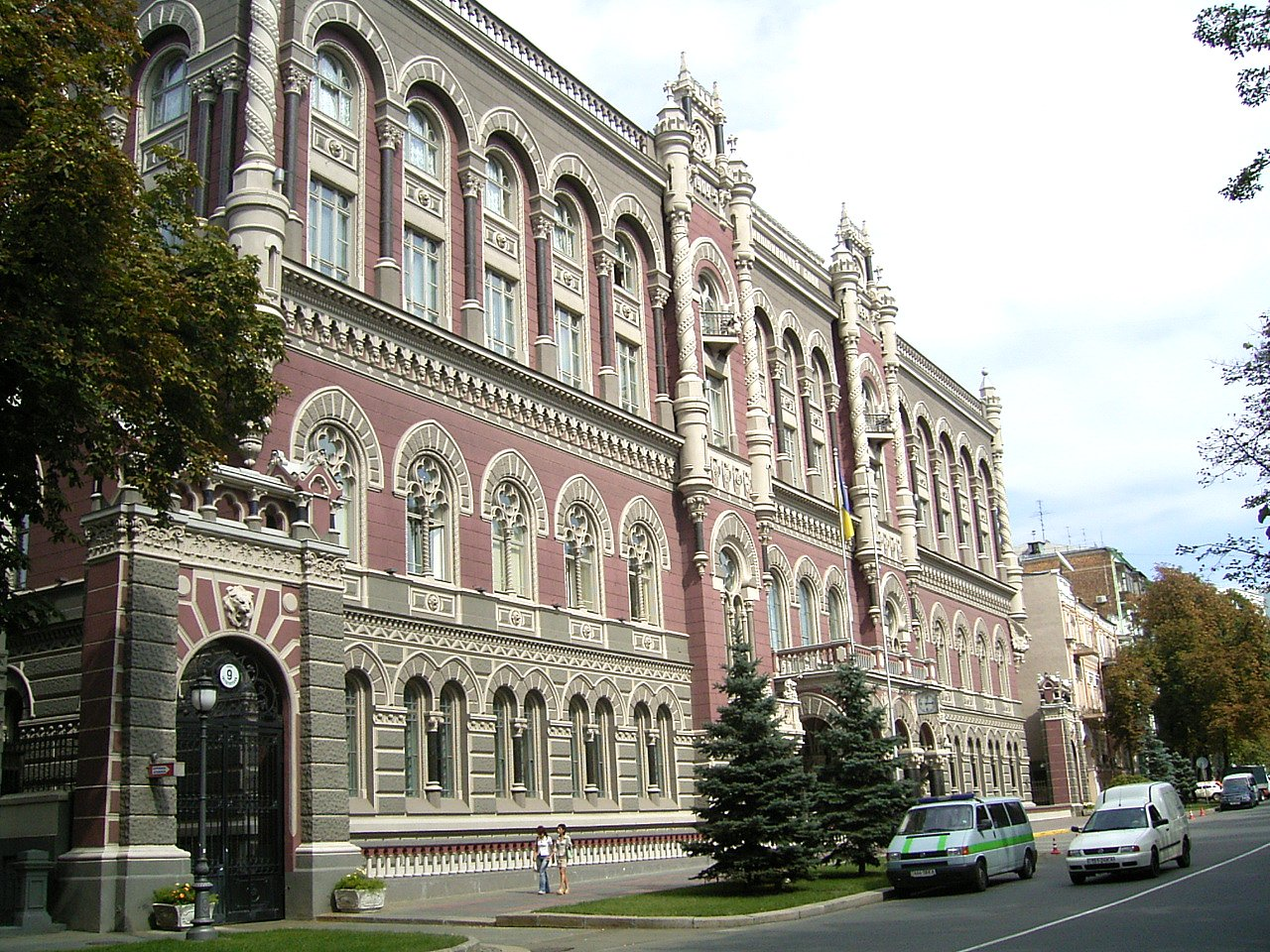
Будівля Національного банку України

- Художники: Володимир Таран, Олександр Харук, Сергій Харук.
- Скульптори: Володимир Дем'яненко, Анатолій Демяненко.

## Вартість монети
Під час введення монети в обіг у 2016 році, Національний банк України реалізовував монету через свої філії за ціною 1098 гривень.
Фактична приблизна вартість монети, з роками змінювалася так:
| Рік        | 2017  | 2018  | 2019  | 2020  | 2021  | 2022  | 2023  | 2024  | 2025  |
| ---------- | ----- | ----- | ----- | ----- | ----- | ----- | ----- | ----- | ----- |
| Ціна, грн. | 3 400 | 4 300 | 4 100 | 2 800 | 2 950 | 2 950 | 4 100 | 5 000 | 5 400 |